# Pulvinaria hemiacantha
Pulvinaria hemiacantha är en insektsart som först beskrevs av De Lotto 1979.  Pulvinaria hemiacantha ingår i släktet Pulvinaria och familjen skålsköldlöss. Inga underarter finns listade i Catalogue of Life.